# 卡萨尼奥勒 (埃罗省)
卡萨尼奥勒（法語：Cassagnoles，法語發音：[kasaɲɔl]）是法国埃罗省的一个市镇，属于贝济耶区。

## 地理
卡萨尼奥勒（43°23'8"N, 2°37'11"E）面积24.54 平方千米，位于法国奧克西塔尼大區埃罗省，该省份为法国南部沿海省份，南濒地中海，西南接奥德省，西北接塔恩省和阿韦龙省，东北与加尔省接壤。
与卡萨尼奥勒接壤的市镇（或旧市镇、城区）包括：莱斯皮纳西耶尔、拉卡巴雷德、索沃泰尔、费利内米内尔瓦、费拉勒莱蒙塔涅、拉利维尼耶尔。

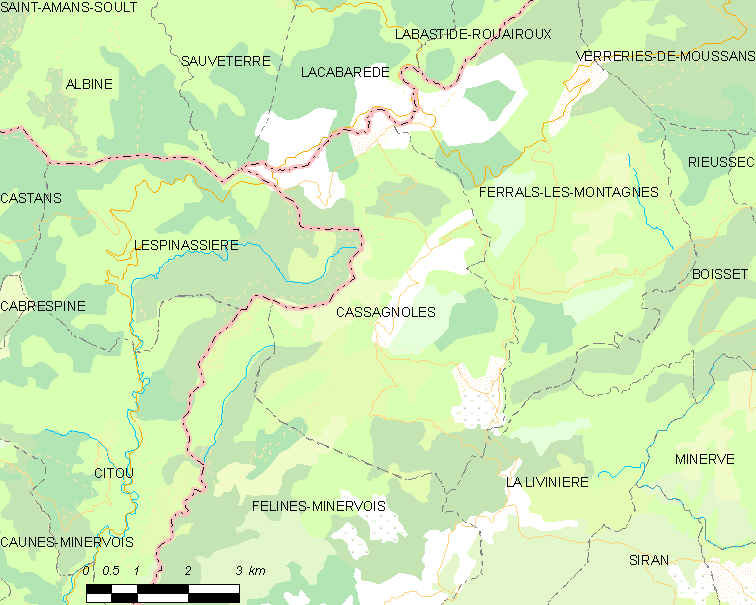
的OSM定位图

卡萨尼奥勒的时区为UTC+01:00、UTC+02:00（夏令时）。

## 行政
卡萨尼奥勒的邮政编码为34210，INSEE市镇编码为34054。

## 政治
卡萨尼奥勒所属的省级选区为圣庞斯德托米耶尔县。

## 人口

1962-2008年间人口变化图示

卡萨尼奥勒于2022年1月1日时的人口数量为109人。